# Le avventure di Stanley
Le avventure di Stanley (A Troll in Central Park) è un film d'animazione statunitense del 1994 diretto da Don Bluth e Gary Goldman. Racconta la storia di un troll che viene esiliato dal Regno dei Troll dalla terribile strega Druda, una malefica regina dei troll perché coltiva fiori e atterra a Central Park dove fa amicizia con due bambini, Rosie e Gus.
Distribuito nelle sale negli Stati Uniti il 7 ottobre 1994 dalla Warner Bros. Family Entertainment, il film è stato un fiasco di critica e finanziario, incassando appena 71.368 dollari al botteghino nordamericano.

## Trama
Stanley è un troll dotato di un magico pollice verde, capace di creare fiori e piante con un semplice tocco, cosa vietata nel suo mondo, il Regno dei Troll, che invece hanno il potere di mutare con il pollice ogni cosa in pietra e detestano il mondo vegetale. A differenza dei suoi simili, Stanley è amichevole e, per via del suo potere, custodisce segretamente un giardino. Quando il suo segreto viene scoperto, la strega Druda (Gnorga), malefica regina del regno dei troll decide di pietrificarlo. Ma il suo consorte, il Re Llort suggerisce di bandirlo a New York City. Dopo una serie di guai, Stanley finisce in una grotta sotto un ponte a Central Park, dove decide di nascondersi.
Il giorno successivo, in un appartamento di New York, due giovani fratelli di nome Gus e Rosie scoprono che i loro genitori non possono portarli a Central Park, perché sono impegnati col lavoro. Rimasto solo con la loro tata, Maria, Gus porta Rosie al parco lui stesso. Mentre gioca con la barca giocattolo di Gus vicino al fiume, Rosie segue una farfalla di passaggio fino alla grotta di Stanley e fa amicizia con lui. Gus insegue Rosie, e la sua barca giocattolo viene distrutta accidentalmente nel processo. Gus cerca di costringere Rosie a tornare a casa con lui. Stanley entra quindi in una discussione e lotta con Gus facendo piangere Rosie. Al regno dei troll, Druda gode della sofferenza della bambina attraverso la sua sfera di cristallo, ma quando scopre la presenza di Stanley, diventa furiosa. Avendo anche assistito alla frustrazione di Gus nei confronti di Rosie e Stanley, lancia un incantesimo maligno su di lui, facendolo piangere fino a formare un gigantesco fiume di lacrime per annegare Stanley insieme ai suoi fiori e Rosie. Usando il pollice verde, Stanley allarga la barca giocattolo di Gus che ha riparato, trasformandola in una "barca dei sogni" per salvare i bambini, e fuggono insieme.
Determinato a sopprimere Stanley con le sue mani, la terribile Druda, allora, manda una tromba d'aria per trasportare lei e Llort a Central Park mentre distrugge il parco e tutto il verde. Nel frattempo, Gus e Rosie si svegliano dal loro pisolino e decidono di tornare a casa. I due bambini vengono quindi inseguiti dalla regina Druda e dal re Llort, che intendono usarli come esca per Stanley. Druda riesce a rapire Rosie, ma Gus riesce a sfuggirle. Gus ritorna alla grotta, e cerca di convincere Stanley ad aiutarlo. Ma Stanley, spaventato dalla magia di Druda, rifiuta e afferma che la sua magia non può competere con quella della strega. Gus accusa rabbiosamente Stanley di essere un codardo e gli dice che non potrà mai realizzare i suoi sogni se è troppo spaventato per combattere per ciò in cui crede.
Gus parte per affrontare Druda egli stesso. Arrivato all'edificio abbandonato dove Druda e Llort stanno aspettando Stanley, Gus trova Rosie in una gabbia e la libera. Ma vedendo allontanarsi i bambini, Druda e Llort li attaccano. Durante il combattimento, Druda trasforma Gus in un troll con il suo pollice scuro e Rosie cade in un abisso. Stanley appare sulla barca giocattolo di Gus, ora trasformata in una barca volante con ali a foglia, dopo aver salvato Rosie. Quindi fa un passo avanti e sfida Druda ad uno scontro fra pollici. Il potere di far crescere le piante si rivela di gran lunga superiore, e Stanley riesce a vincere, facendo crescere fiori sul corpo di Druda. Mentre Stanley, Gus e Rosie scappano e celebrano la loro vittoria, Druda usa il pollice di Gus per trasformare Stanley in pietra. La barca giocattolo di Gus torna alla normalità, facendo cadere i due bambini attraverso la finestra aperta e nella loro stanza dell'appartamento, mentre Stanley finisce in cima al cestino della spazzatura vicino. Mentre Druda gioisce per la vittoria, l'ultimo rimasuglio di potere di Stanley la trasforma in un cespuglio di rose come punizione. Quindi il tornado ricompare e risucchia l'infida Druda, Llort e il loro cane nel Regno dei Troll sconfitti, mentre Gus torna alla sua forma umana.
Il mattino seguente, Gus, Rosie e i loro genitori visitano Central Park, dove Gus e Rosie poggiano la statua su un tronco. Gus tenta di rianimarlo con il suo pollice verde istantaneamente temporaneo e sembra fallire. Mentre si preparano a partire, lui e Rosie tornano indietro per trovare Stanley sparito. Poi sentendo il fischio di Stanley, che li chiama, vedono Stanley in piedi sull'albero con i suoi fiori, depietrificato. Poi Stanley fa rivivere Central Park e copre l'intera città di Manhattan con vegetazione e fiori affinche ciò possa cambiare il cuore delle persone.
Nel regno dei troll, l'impotente Druda viene punita e detronizzata, mentre Llort, che non sembra condividere le idee di lei quanto alle piante, è accolto come un sovrano molto più gentile e giusto.

## Personaggi
- Stanley: Protagonista del film, è un troll molto gentile, buono e simpatico. Crea i fiori con il suo pollice verde.
- Druda: Principale antagonista del film, è la crudele strega, nonché la regina dei troll che detesta i fiori. Fa diventare di pietra tutte le cose con il suo pollice nero.
- Llort: L'antagonista secondario del film, è il re consorte di Druda. A differenza della moglie, non ha il pollice magico e tratta le piante e i bambini con molta più umanità.
- Gus: Un bambino di 7 anni che diventa amico di Stanley. È il fratello di Rosie.
- Rosie: Una bambina di 2 anni che diventa amica di Stanley. È la sorella di Gus.
- Alan: È il padre di Gus e Rosie. Lavora come avvocato.
- Hilary: È la madre di Gus e Rosie.

## Distribuzione
Uscito negli Stati Uniti il 7 ottobre 1994, il film è stato distribuito in Italia direttamente in VHS dalla Warner Home Video a marzo 1996 e in DVD dalla 20th Century Fox Home Entertainment nel 2003.

### Edizione italiana
Il doppiaggio italiano, diretto da Manlio De Angelis su dialoghi di Elettra Caporello, venne eseguito dalla SEFIT-CDC.

## Accoglienza

### Incassi
Il film è costato 23.500.000 dollari ma ne ha incassati appena 71.368 dollari, pari allo 0,3% del budget. Con una perdita del 99,7% il film detiene il triste primato di film flop con il più basso introito. Gary Goldman ha rivelato che la ragione di ciò era che il film è uscito senza alcuna promozione e la sua uscita era limitata. Ha anche affermato che il distributore Warner Bros. Pictures non aveva alcuna fiducia nel film.

### Critica
Sull'aggregatore di recensioni Rotten Tomatoes il film ha ottenuto un punteggio medio del 17%, mentre su IMDb il pubblico lo ha votato con 5,4 su 10.
TV Guide ha assegnato al film due stelle su cinque e ha ritenuto che il fascino della pellicola fosse molto limitato, definendolo "carino e stucchevolmente dolce" e che fosse strettamente adatto agli spettatori più giovani. Mentre The A.V. Club ha scritto che Le avventure di Stanley è ampiamente considerato il peggior film di Don Bluth.